# Alexandru Sturdza

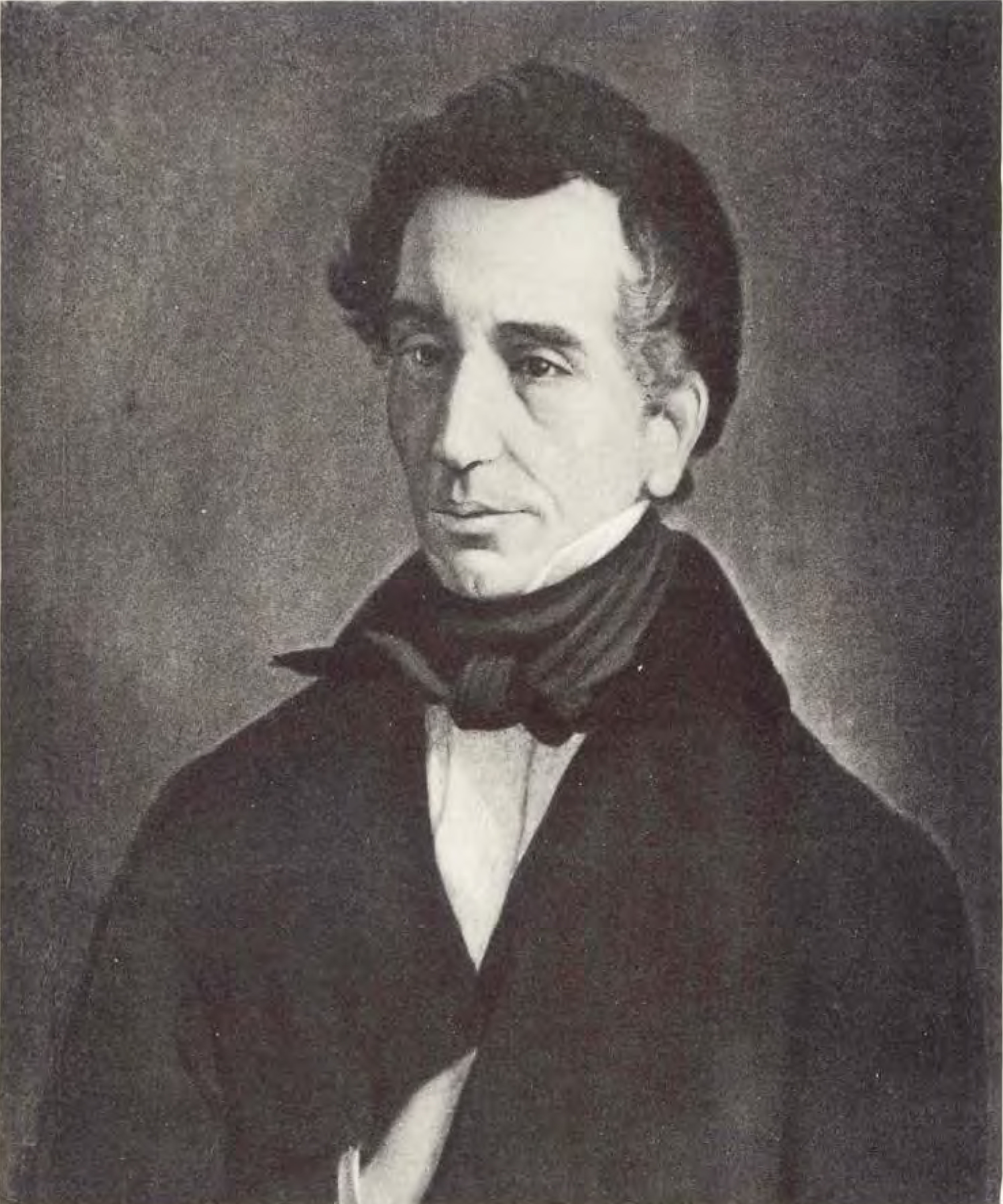
Alexander Skarlatovich Sturdza

Alexandru Sturdza, auch Alexandre Stourdza oder Alexander Sturdza (kyrillisch Александр Скарлатович Стурдза, wiss. Transliteration Alexander Skarlatovic Sturdza; * 8.jul. / 19. November 1791greg. in Iași, Rumänien; † 13.jul. / 25. Juni 1854greg. auf seinem Gut in Manzâr/Bessarabien, heute Lisne, Rajon Tarutyne/Ukraine), war ein russischer Publizist und Diplomat moldauisch-rumänisch-griechischer Herkunft. Viele seiner Schriften veröffentlichte er unter dem französisierten Namen Alexandre Stourdza. Er hatte auf die Formulierung konservativer Bildungsziele an Schulen und Hochschulen im Russischen Kaiserreich des frühen 19. Jahrhunderts großen Einfluss und gilt als Beispiel für „transnationalen Patriotismus“.

## Herkunft, Jugend, Erziehung
Der Sohn von Skarlat Sturdza (1750–1816), Gouverneur von Bessarabien, und Prinzessin Ekaterina Mourousis, Tochter des Gospodars des Fürstentums Moldau, entstammte dem Adelsgeschlecht Sturdza, einer Familie moldauischer Bojaren, des Adels unterhalb von Fürsten und Zaren; zugleich war Alexander Sturdza über die Mutter, eine geborene Griechin, mit den einflussreichen griechischstämmigen Phanarioten-Familien verwandt, die ursprünglich im Phanar-Viertel von Konstantinopel (Istanbul) wohnten, als sprachgewandte Weltbürger bei der Hohen Pforte Übersetzer-, sog. Dragomandienste verrichteten und in den Donaufürstentümern von Moldau und Walachei eine Phase der Phanarioten-Herrschaft begründet hatten. Seine Schwester war die russische Hofdame und Wohltäterin Roxandra Edling, sein Vetter Mihail Sturdza (1794–1884) wurde 1834 zum Fürsten von Moldau gewählt (bis 1849).
Nachdem die Familie 1792 Bessarabien als politisch Kompromittierte aus Furcht vor osmanischen Repressionen verlassen hatte und nach Russland ausgewandert war, wurde Alexander in Deutschland und Russland erzogen. Der Vater (Skarlat) erhielt in Russland den Titel eines Staatsrats.
Mit starkem religiösen Empfinden ausgestattet, erhielt er seine Ausbildung zunächst zu Hause, besuchte dann Vorlesungen an mehreren deutschen Universitäten und lebte längere Zeit in Wien und Florenz. Nach einem Dienst als Offizier bei Prinz Konstantin Mourousis ließ er sich in Konstantinopel nieder, wo er aber nicht lange lebte, und zog bald nach Russland. In Moskau hatten der gelehrte griechische Bischof Nikephoros Theotokis (1731–1800) und in St. Petersburg Eugenios Voulgaris, mit dem der Vater eng verbunden war, großen Einfluss auf seine Weltanschauung.

## Russischer Diplomat und Publizist

### Im Außenministerium
1809 trat Sturdza in den russischen diplomatischen Dienst, zunächst als Schreiber, ab 1811 als Dragoman (Übersetzer), da er sechs Sprachen beherrschte: Griechisch, Latein, Russisch, Deutsch, Französisch und Moldauisch. Sein in dieser erarbeitetes Projekt zur materiellen Versorgung von Menschen mit Behinderung blieb ohne Erfolg. 1812 nahm er als Sekretär und Übersetzer unter dem Oberbefehlshaber der Donauarmee, Tschitschagow, am Feldzug gegen Napoleon in Litauen teil.

### Wiener Kongress (1815) und erste Publikationen
Zurückgekehrt nach St. Petersburg nahm Sturdza, besonders qualifiziert durch seine Sprachenkenntnisse, als Sekretär des griechischstämmigen russischen Diplomaten Ioannis Kapodistrias am Wiener Kongress (1814–1815) teil; seine Schwester Roxandra war Hofdame bei Kaiserin Luise und hatte Kapodistrias, mit dem sie einen Briefwechsel unterhielt und mit dem sie seine Griechenlandleidenschaft teilte, Alexander I. gegenüber als Diplomaten für Wien empfohlen. In seinem Gefolge hielt sich Sturdza zunächst in Wien, dann in Paris auf. In seinen Considérations sur la doctrine et sur l'esprit de l'église orthodoxe (1816) bemühte er sich, „die Zweifel an der Reinheit der Dogmen der orientalischen Kirche zu zerstreuen, die einige westeuropäische Christen unter den Orthodoxen zu verbreiten sich bemühten.“ Darin versuchte Sturdza, die Grundlagen der Orthodoxie zu skizzieren; Kopien des Buches schickte er mit Interpretationen in griechischer Sprache an die Patriarchen Kyrill VI. von Konstantinopel und Polykarp von Jerusalem. Das Werk, das Propagandazwecke verfolgte, wurde anschließend ins Deutsche und Englische übersetzt und rief Gegenschriften hervor. Dass die Ausweisung des Jesuitenordens aus St. Petersburg im Jahr 1815 auf diese Schrift zurückgehen soll, ist schon aus zeitlichen Gründen nicht möglich.

### Im Unterrichts- und Bildungsministerium
Als nach der Gründung und Verkündigung der Heiligen Allianz in Russland (1815) im Jahr 1817 das Unterrichts- und Kultusministerium vereinigt wurden, damit „die christliche Frömmigkeit immerdar die Grundlage der Erziehung sein möchte“, wurde Sturdza im März 1818 zum Mitglied einer der vier Abteilungen, der Oberschulverwaltung, berufen und hatte dort im wichtigen „Gelehrten Komitee“ an der Erarbeitung und Zensur von Lehrinhalten und Lehrmitteln, vor allem der alten Sprachen, bald „hervorragenden Anteil“. Die Reform sollte die Spuren des Liberalismus beseitigen, die seit der Charta von 1804 in der ersten Hälfte von Zar Alexanders I. Regierungszeit in der Schulbildung vorgeherrscht hatten; nun wurde der Akzent vermehrt auf religiöse Bildung gelegt, was auch für das Gebiet der Naturwissenschaften galt.
Auf dem von ihm maßgeblich mitentworfenen Programm fußte die Revision der jungen Universität Kasan, wo unter ihrem Kurator und ehemaligen Militär Michail Leontjewitsch Magnizki in den Jahren 1824–1826 zahlreiche Professoren entlassen wurden und auch die Reorganisation der dortigen Schulen in Angriff genommen wurde, durchaus auch mit positiven Resultaten im pädagogischen Sinn (Verbot von Züchtigungen in Gegenwart der Eltern u. a. m.).

### Kongress von Aachen (1818)

#### Der Eklat um seineMémoires sur l'état actuel de l'Allemagne
Schon in der Jugend religiös veranlagt, setzte sich Sturdza in seinen Schriften zeitlebens für die Festigung und Ausbreitung der Orthodoxie auch in Westeuropa ein, so u. a. mit seinen Considérations sur la doctrine et l'esprit de l'Église orthodoxe (Stuttgart 1816). Vom Zaren mit Geldmitteln ausgestattet, bemühte er sich gar, die katholische Bewegung und die Jesuiten in Russland zum Stehen zu bringen. Sein Mystizismus und seine Bemühungen, die russische und griechische Nation zu einigen, blieben Konstanten in seinem Leben. Bei der Abfassung des Projekts der
Heiligen Allianz leistete er bedeutsame Formulierungshilfe.
Dementsprechend war seine Denkschrift Mémoire sur l'état actuel de l'Allemagne, verfasst während des Aachener Kongresses 1818 auf Veranlassung und auf Grundlage handschriftlicher Anweisungen des Zaren Alexander I., ganz im Geist konservativ-religiöser Gesinnung gehalten und enthielt scharfe Angriffe auf Lehrinhalte, Organisation und Selbstverwaltung der deutschen Universitäten, die ihm als Brutstätten der Revolution und Gottlosigkeit galten. Die Schrift, die in französischer Sprache zunächst nur in einer Auflage von 50 Exemplaren für den internen Gebrauch der am Kongress beteiligten Höfe gedruckt worden war und deren Entwurf selbst Alexander I. für zu undiplomatisch hielt, wurde jedoch der englischen Zeitschrift The Times durchgestochen, die sie prompt veröffentlichte. Im November 1818 erschienen, sorgte sie, vor allem nach der deutschen Übersetzung im Januar 1819, in Deutschland für großen Unwillen, war sie doch ein Frontalangriff auf die Einheit und Freiheit von Lehre und Forschung: vorgesehen war darin die Abschaffung aller Universitätsprivilegien und ihre Unterordnung unter die Führung hierarchischer Gerichte unter strenger Polizeiaufsicht. An Gegenschriften fehlte es nicht.

„Wäre doch diese weise, von keinem Vorurteil getrübte Stimme [der Verständigkeit] in den geheimen Sitzungen des Aachener Kongresses, wo sie allerdings erklang, nicht erstickt worden von der vorurteilsvollen und leidenschaftlichen Stimme des russischen Staatsrats Alexander von Stourdza! In Karlsbad [1819] durften sich solche Stimmen schon nicht mehr hören lassen.“

Die Empörung über die Schrift findet sich noch in den deutschsprachigen Lexikaeinträgen der Jahrhundertwende:

„Die Frivolität, womit S.[turdza] in dieser Schrift die öffentliche Meinung und den deutschen Nationalcharakter denunzierte und die deutschen Universitäten als die Pflanzstätten des revolutionären Geistes bezeichnete, erregte beim deutschen Volk hellen Zorn.“

### Zweite Ehe, Rückkehr nach Russland
1819 zog Sturdza nach Dresden und heiratete dort in zweiter Ehe Wilhelmina Hufeland (* August 1789 in Weimar, † 1859), die älteste Tochter des Mediziners Christoph Wilhelm Hufeland in Berlin, die sich in der Ehe Elisabeth nannte. Sturdza fühlte sich zunehmend bedroht, konnte aber, anders als Kotzebue, der 1819 ermordet wurde, vor seinen Verfolgern mit der Familie rechtzeitig fliehen. Radikale Burschenschafter – es waren bereits Proskriptionslisten im Umlauf – versuchten ihn mit abgesprochenen Duellforderungen in die Enge zu treiben. Sturdza floh, den Tod vor Augen, mit der Familie nach Russland, war doch erst kurz zuvor der ebenfalls russlandfreundliche Publizist, sein Übersetzer August von Kotzebue, von dem Burschenschafter Karl Ludwig Sand in seiner Mannheimer Wohnung vor den Augen des vierjährigen Sohnes erstochen worden.
In Russland für seine Tätigkeit mit dem Wladimir-Orden ausgezeichnet, verfasste Sturdza politische Ausarbeitungen zu den Aufständen in Spanien und Neapel sowie zu den inneren Angelegenheiten Österreichs, die die sog. Monarchenkongresse von Aachen (1818), Troppau (1820), Laibach (1821) und Verona (1822) beschäftigten. Sowohl am Troppauer Fürstenkongress als auch am Laibacher Kongress war er beteiligt. Daneben beschäftigte er sich mit dem Projekt zur Einrichtung einer zentralen geistlichen Vormundschaft in Moskau mit der Aufgabe, sich um die Konversion von Untertanen nichtorthodoxen Glaubens in Russland zur Orthodoxie zu kümmern, sowie dem Vorschlag zur Einführung der Lehre der Moldauischen Sprache in Grundschulen in der Region Bessarabien und anderem mehr.

### Engagement für Griechenland
Ein Augenleiden veranlasste ihn 1819–1821 zu einem Leben auf dem Land; 1821 beantragte Sturdza daher in St. Petersburg unbefristeten Urlaub vom Staatsdienst, wonach er sich für längere Zeit in Odessa niederließ, von wo aus er mehrmals zur Behandlung ins Ausland ging.
Aufgrund seiner griechischen Wurzeln und seiner Freundschaft zu Kapodistrias war Sturdza ein exponierter Vertreter des Philhellenismus während des griechischen Unabhängigkeitskrieges von 1821–1829. Zusammen mit seiner Schwester Roxandra Edling unterstützte er die griechischen Kriegsflüchtlinge und veröffentlichte die Studie La Grèce en 1821 et 1822 sowie einen offenen Brief an den athenischen Metropoliten Neophytos in der „Athener Zeitung“ und der „Evangeliumstrompete“ (1826); die (erfolglose) Petition der provisorischen griechischen Regierung an den Kongress von Verona von 1822 geht mutmaßlich auf ihn zurück.

### Außenministerium und Ruhestand
Im April 1828 wurde Sturdza nach Bukarest geschickt, um während des Russisch-Türkischen Krieges die Außenstelle des Außenministeriums zu leiten. Zusammen mit dem Präsidenten der bevollmächtigten Gesandten des Rates von Moldawien und der Walachei arbeitete er an der administrativen Umgestaltung der Fürstentümer. Nach dem Abschluss des Friedens von Adrianopel zog sich Sturdza aufgrund von Meinungsverschiedenheiten mit dem Außenministerium und dem Bildungsministerium im Rang eines Geheimrats zurück und ließ sich schließlich dauerhaft in Odessa nieder, von wo aus er zweimal nach Deutschland reiste, zuletzt im Todesjahr seines Schwiegervaters Hufeland (1837), dem er noch im gleichen Jahr eine Biographie widmete.
Ebenfalls 1837 war er an der Universität Berlin Hörer bei dem Juristen Eduard Gans (fast zeitgleich mit dem 18-jährigen Karl Marx), bei dem Theologen August Neander und dem Physiker Heinrich Wilhelm Dove.
Im Ruhestand widmete sich Sturdza der Herausgabe seiner gesammelten Schriften und war, zusammen mit seiner Schwester Roxandra und seiner Frau Elisabeth in großem Umfang karitativ tätig. So war er in der Odessaer Kommission zur Bekämpfung der Pest vertreten, gehörte zu den Gründern der Gesellschaft für Geschichte und Altertümer (gegr. 1839), trug zur Gründung des Archangelsk-Klosters in Odessa und einer Gemeinschaft barmherziger Schwestern bei (1850) und war zwölf Jahre lang Vizepräsident der Gesellschaft für Landwirtschaft Südrusslands.

## Familie
1816 hatte Sturdza die Tochter des russischen Generals Tschitscherin, Maria Wassiljewna (1798–1817), geheiratet, die jedoch bereits im März 1817 im Kindbett starb. Aus der zweiten Ehe mit Elisabeth Hufeland (1819) gingen ein Sohn (Ionita Sandu Sturdza, geb. 1820) sowie zwei Töchter hervor: Maria Sturdza (1821–1890), verheiratet mit Fürst Eugen Gagarin, und Olga Sturdza (gest. 1895), die Ehefrau von Fürst Mikhail Aleksandrovich Obolenski (1821–1886). Ernst Moritz Arndt hat die Ehe des "königlichen Leibarztes Hufeland älteste[r] Tochter mit "einem wallachisch-russischen Bojaren... , jenem Sturdza, der alle deutschen Hochschulen und Professoren gleichsam des Hochverrats gegen Gott und gegen alle Kaiser und Könige angeklagt" scharf verurteilt; er hatte die Tochter noch als junge Frau 1813 in Breslau kennengelernt.

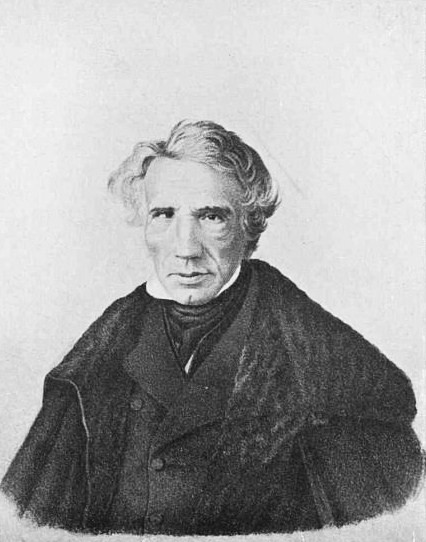
Alexandru Sturdza, um 1850

## Grab
Sturdza starb 62-jährig am 13. (25.) Juni 1854 in Manzâr. Er wurde auf dem Auferstehungsfriedhof in Odessa beigesetzt.

## Werke (in Auswahl)
- Essai sur le Mystère, pour servir d'introduction à la théorie des sentiments mystérieux 1810
- Versuch eines Unterrichtsgrundrisses für die Unterweisung der russischen Jugend im (Neu-) Griechischen
- Considérations sur la doctrine et sur l'esprit de l'église orthodoxe. Stuttgart : Cotta 1816, dt. u.d.T. Betrachtungen über die Lehre und den Geist der orthodoxen Kirche. Aus d. Frz. übs. v. August von Kotzebue. VIII, 207 S. Leipzig : Kummer 1817. Digitalisat. Im Titel: „Dem edlen Verfasser mit Hochachtung und Herzlichkeit gewidmet von dem Übersetzer“ (= Kotzebue)
- Mémoire sur lʼétat actuel de lʼAllemagne par M. de S. ..., conseiller d’État de S. M. I. de toutes les Russies [Alexandre Sturdza]. 66 S. Paris : Librairie grecque-latine-allemande 1818 Digitalisat
  - Denkschrift über den gegenwärtigen Zustand Deutschlands. Nach dem zu Aachen im Monate November 1818 erschienenen: Mémoire sur lʼétat actuel de lʼAllemagne übersetzt und mit einigen Anmerkungen begleitet. Frankfurt a. M. 1818. Digitalisat
- La Grèce en 1821 et 1822. Correspondance politique. Publ. par un Grec. 100 S. Paris : Dufart 1823 Digitalisat, deutsch Leipzig 1822 Digitalisat
- C. W. Hufeland. Esquisse de sa vie et de sa mort chrétiennes. 45 S. Berlin : Eichler 1837 Digitalisat
- Briefe über die Pflichten des geistlichen Standes. 4. Aufl. Odessa 1844
- Oeuvres posthumes religieuses, historiques, philosophiques et litteraires. 5 Bde. Paris 1858–1861.

## Nachleben
In Odessa wurde 2016 die Straße „Oleksandra Sturdzy Ln“ (Oлександра Стурдзы) nach ihm benannt.